# Amanda Ware
Amanda Ware (Mermaid Beach, Queensland , 1 de junio de 1992) es una modelo australiana, más conocida por ser la ganadora del Ciclo 6 de Australia's Next Top Model.

## Carrera
Como ganadora de Australia's Next Top Model, Ciclo 6, Ware tuvo la posibilidad de aparecer en la portada de la revista Harper's Bazaar Australia, pero el editor de la misma decidió publicar en la mitad del número de noviembre a Ware y en la otra miad a la subcampeona, Kelsey Martinovich, que fue incorrectamente anunciada como la ganadora por la conductora Sarah Murdoch. Durante el curso de la competencia Ware una campaña con Bonds así como una campaña con Levi's que fue incluida en su premio como ganadora.

## Vida personal
Nació en Mermaid Beach, un suburbio costero de la ciudad de Gold Coast. Ware fue Capitana del Miami State High School, y terminó si último año de colegio en 2009. Luego trabajó como camarera en el Club de Surf Mermaid y luego estudió ejercicios en ciencia y educación en la Universidad Griffith.

## Sucesión
| Predecesor: Tahnee Atkison | Amanda Ware | Sucesor: Desconocida |

- Datos: Q4739794